# Gadesco-Pieve Delmona
Gadesco - Pieve Delmona es una localidad y comune italiana de la provincia de Cremona, región de Lombardía, con 1.954.(2007) habitantes.

## Evolución demográfica
| Gráfica de evolución demográfica de Gadesco-Pieve Delmona entre 1861 y 2001 |
|                                                                             |
| Fuente ISTAT - elaboración gráfica de Wikipedia                             |